# خاندان شیباتا
خاندان شیباتا (انگلیسی: Shibata clan) یکی از خاندان‌های ژاپنی در طی دوره هی آن در ولایت اچیگو بود.